# Dominic Gruber
Dominic Gruber (14 luglio 1997) è un giocatore di football americano svizzero che gioca nel ruolo di wide receiver per i Luzern Lions.